# Ericsson T28
Ericsson T28 var en mobiltelefon för GSM-nät som lanserades av Ericsson Mobile Communications 1999. Ericsson T28 fanns i minst tre varianter: T28s (GSM900/1800), T28 world (GSM900/1900) och T28sc (med kinesiska skrivtecken, [c för China).
Ericsson T28 var då den lättaste och tunnaste telefonen sitt slag. Genom att den försågs med litiumpolymerbatterier kunde vikten hållas nere och modellen vägde 83 gram.
Modellen skulle ursprungligen ha lanseras under hösten 1998, men försenades till hösten 1999, vilket kom att bidra till hela företagets ekonomiska problem.
Modellen hade problem med att luckans låsning slutade fungera genom att plasten nöttes ut på låsmekanismen. En ny lucka som ersatte den första löste detta problem. Modellen T39 som kom efter hade ett annat slags låsning.